# Figura (Nikolai Leskow)

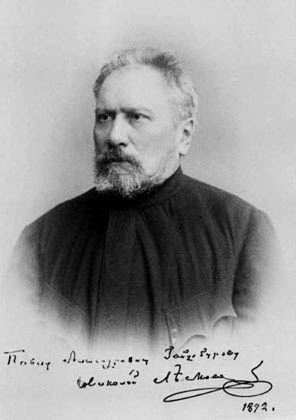
Nikolai Leskow im Jahr 1872

Figura (russisch Фигура) ist eine Erzählung des russischen Schriftstellers Nikolai Leskow, die 1889 im Band 3, Nr. 13 der Zeitschrift Trud, herausgegeben von Hermann Hoppe, in Sankt Petersburg erschien.

## Entstehung
Der adlige Offizier Figura missachtet den Mitte des 19. Jahrhunderts unter russischen Offizieren geltenden Ehrenkodex und zieht stattdessen im Konfliktfall das Handeln nach dem Grundsatz von der christlichen Demut vor. General Osten-Sacken und dessen Offizierskorps können den Abweichler beim besten Willen nicht mehr in ihren Reihen dulden.
Der General war ein Verwandter Tolstois. Leskow, der Osten-Sacken nicht persönlich kannte, bat seinen Freund Tolstoi – den gar zu blass gezeichneten General betreffend – um Hilfe. Tolstoi half gern. Es ging ja in dem Leskowschen Text eigentlich um Tolstois Auffassung von der Nächstenliebe. Tolstoi bemängelte aber gleichzeitig den seiner Ansicht nach zu „kalt“ geratenen Titelhelden. Leskow hatte die Generalspassage nämlich komisch gestaltet, hingegen Tolstoi wollte eine durchweg ernste Version.

## Inhalt
Der Erzähler lernt Wigura, der von allen Figura gerufen wird, als 60-jährigen stämmigen Kiewer Vorstadtbauern in Kurinewka kennen. Figura bewohnt zusammen mit seiner jungen Frau, der Ukrainerin Christja, eine Lehmhütte. Mit dieser Frau bewirtschaftet der noch nicht ergraute Alte – lediglich zum eigenen Broterwerb – den Boden um die Hütte. Christja hat ein uneheliches Kind; die bildhübsche Katrja. Figura ist nicht der Vater. Er hat die beiden unter den Pappeln des Podolinski-Parks aufgelesen und zu sich genommen.
Figura erzählt die Geschichte seiner Entlassung von Militär. Vom Karsamstag bis zum Ostersonntag muss er im Süden Russlands die Pulverlager seines Regiments bewachen. In einem der Keller bekommt der Offizier Figura in der Osternacht unter den Augen seiner untergebenen Soldaten von einem sturzbetrunkenen fremden Kosaken eine Maulschelle. Darauf reißt ihm der Angreifer die Epaulette herunter. Die Soldaten überwältigen und binden den Täter. Figura verzeiht, weil er nicht will, dass der Kosak zu Tode geprügelt wird.
Am dritten Osterfeiertag muss Figura beim Regimentskommandeur antreten. Der Oberst schließt sich mit seinem Offizier ein und legt ihm letztendlich die Abdankung nahe. Nicht anders verhält sich wenig später General Osten-Sacken, der Vorgesetzte des Obersts. Weil Osten-Sacken vom Oberst erfahren hat, dass Figura ein guter Offizier war, macht er sich ernsthaft Gedanken um dessen Zukunft. Da Figura weder vermögend ist noch einflussreiche Verwandte hat, sollte er doch Mönch werden. Der strengste Orden würde nach Ansicht des Generals den Asketen nehmen. Als Figura dankend ablehnt, gewährt ihm Osten-Sacken eine jährliche Pension von immerhin 36 Rubeln.
Den Betrag zahlt die Armee dem dankbar-bescheidenen adligen Vorstadtbauern in Kurinewka zum Erzählzeitpunkt immer noch.

## Deutschsprachige Ausgaben
- Pawlin. Figura. Herausgegeben und übertragen von Lydia S. Meli-Bagdasarowa. 232 Seiten. Verlag der Arche, Zürich 1945 (Reihe: Die kleinen Bücher der Arche)[6]

Verwendete Ausgabe:
- Figura. Deutsch von Charlotte Kossuth. S. 351–378 in Eberhard Reißner (Hrsg.): Nikolai Leskow: Gesammelte Werke in Einzelbänden. Der Gaukler Pamphalon. 616 Seiten. Rütten & Loening, Berlin 1971 (1. Aufl.)

## Anmerkung
1. ↑  Das ist bei den Russen der Dienstag nach Ostern.